# Equatoria

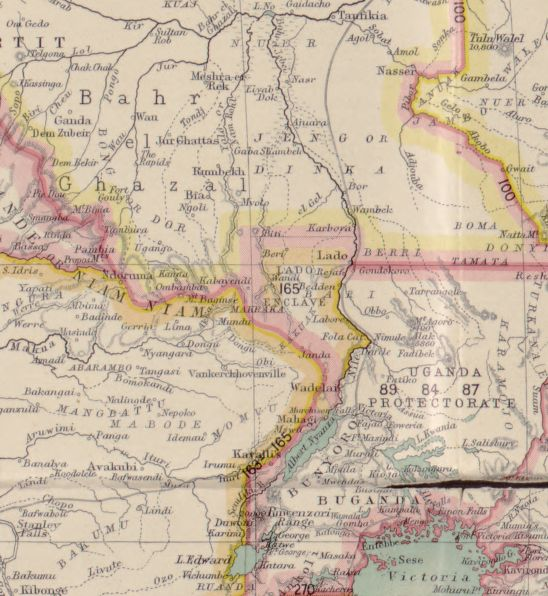
De zuidgrens van Equatoria in 1909, zie Lado voor details

Equatoria (Arabisch: Al-Istiwa'iyah, الاستوائية) begon in 1870 als een provincie van Egypte aan de bovenstroom van de Witte Nijl. De oorspronkelijke provincie viel ongeveer samen met het tegenwoordige Zuid-Soedan en bevatte ook het grootste deel van het noorden van het tegenwoordige Oeganda inclusief het Albertmeer. Alhoewel naar de evenaar genoemd, heeft het echter nooit tot aan de evenaar gereikt. Belangrijke nederzettingen in Equatoria waren onder andere Lado, Gondokoro, Dufile en Wadelai. De twee laatste plaatsen liggen in het huidige Oeganda.

## Egyptische provincie
Noord-Soedan was in 1821 veroverd door Ottomaans Egypte en aan het Osmaanse Rijk toegevoegd, van hieruit werden slavenraids naar het zuiden uitgevoerd. De Egyptische kedive Ismail Pasha stuurde in 1870 een militaire expeditie onder leiding van Samuel Baker naar Zuid-Soedan om de machtsbasis te versterken. De provincie Equatoria met als hoofdstad Gondokoro (Ismailia) werd gesticht en Samuel Baker werd de eerste gouverneur. Charles George Gordon nam de taak van gouverneur over in 1874. Met de stoomboot Khedive stoomde Gordon vanuit de hoofdstad Gondokoro stroomopwaarts en breidde zo de provincie uit tot het Albertmeer. Hij probeerde na Bunyoro-Kitara ook Boeganda aan de evenaar te veroveren maar zijn manschappen werden gevangengenomen door de koning. In 1878 werd Gordon als gouverneur opgevolgd door Emin Pasha.

## Mahdi-opstand
De Mahdi-opstand in Soedan, geleid door Mohammed Ahmad ibn Abd Allah in de jaren 1880 sneed Equatoria af van de regering in Cairo. De opstandelingen drongen op naar het zuiden en gouverneur Emin Pasha moest uitwijken naar het zuidelijke Wadelai. In 1888 gaf hij zijn positie op en reisde mee met de reddingsexpeditie, geleid door avonturier Stanley, naar Bagamoyo.

## Anglo-Egyptisch Soedan

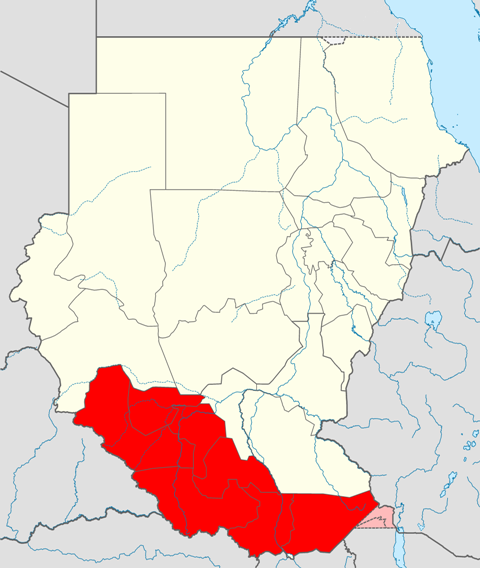
De provincie Equatoria in Anglo-Egyptisch Soedan

De Mahdi-opstandelingen hielden stand tot 1898 toen Kitchener Soedan veroverde voor de Britten. Equatoria hield in 1899 op een Egyptische buitenpost te zijn, en kwam onder Brits gezag in Anglo-Egyptisch Soedan. Latere Britse gouverneurs waren onder andere Martin Willoughby Parr. Ten tijde van Anglo-Egyptisch Soedan, werd Equatoria - met uitzondering van het deel dat overging op de Britse kolonie Oeganda - een van de acht oorspronkelijk provincies van Soedan. De deelstaat Bahr-al-Ghazal werd in 1948 van Equatoria afgesplitst.

## Soedan
In 1976 werd Equatoria gesplitst in de deelstaten Oost, Centraal en West-Equatoria. De regio werd geplaagd door geweld gedurende de Eerste en de Tweede Soedanese Burgeroorlog, alsook door anti-Oegandese milities die opereerden vanuit Zuid-Soedan zoals het Verzetsleger van de Heer en het West Nile Bank Front.

## Onafhankelijk Zuid Soedan
In een referendum in 2011 stemden de bewoners in een overweldigende meerderheid voor een zelfstandige staat Zuid-Soedan. Op 9 juli 2011 werd Zuid-Soedan onafhankelijk.